# Kamen Rider (1971)
Kamen Rider (仮面ライダー, Kamen Raidā) é uma série de televisão japonesa, do gênero tokusatsu, criada em 1971 pelo já falecido mangaka Shotaro Ishinomori e produzida pela Toei Company. Tendo ao todo 98 episódios, durou quase dois anos no ar: de 3 de abril de 1971 a 10 de fevereiro de 1973. A série deu origem à franquia Kamen Rider, uma das mais populares franquias do gênero tokusatsu, além de uma adaptação em mangá.

## Sinopse
Takeshi Hongo, um estudante universitário de ciências e piloto de motociclismo, é sequestrado pela organização terrorista Shocker, com o intuito de transformá-lo num soldado cibernético. Antes da operação ser concluída e de sua memória ser apagada, Hongo consegue escapar e passa a combater Shocker, adotando o nome Kamen Rider. Posteriormente, o fotógrafo free-lancer Hayato Ichimonji também é capturado e transformado num ciborgue idêntico a Hongo, para eliminar o traidor. Hongo, no entanto, salva Ichimonji antes dele ser submetido a uma lavagem cerebral e Ichimonji passa a ocupar o lugar de Hongo como Kamen Rider, já que Hongo deixa o Japão para combater os agentes da Shocker em outras partes do mundo. 
Mais tarde, com a volta de Hongo ao Japão, este passa a ser conhecido como Kamen Rider número 1, e Ichimonji, Kamen Rider número 2. É a vez de Ichimonji deixar o Japão para combater uma outra organização, Geldan. Quando Shocker e Geldan se fundem num único grupo, Gel-Shocker, Rider 2 retorna para ajudar Rider 1 a desmantelar a nova organização.

## Kamen Riders
- Takeshi Hongo / Kamen Rider 1 (本郷 猛 / 仮面ライダー１号, Hongō Takeshi / Kamen Raidā Ichigō): Foi o protagonista do episódio 1 ao 13, porém nas gravações do episódio 14, seu intérprete, Hiroshi Fujioka, sofreu um acidente de moto e teve uma perna quase dilacerada[5]. Foi substituído por Takeshi Sasaki, que interpretou um novo personagem: Hayato Ichimonji/Kamen Rider 2. Para explicar a ausência de Hongo, foi dito que ele deixou o Japão para lutar contra os agentes da organização Shocker no estrangeiro. Tempos depois, Hiroshi já estava apto a voltar às gravações, fazendo então participações nos episódios 41, 49, 51 e 52 (este último marcava a saída de Nigou). Ichigou "reassumiu" no episódio 53 até o último (98), em que os dois Riders lutavam contra Gel Shocker na batalha final[4][6].

- Hayato Ichimonji / Kamen Rider 2 (一文字 隼人 / 仮面ライダー２号, Ichimonji Hayato / Kamen Raidā Nigō): Foi o protagonista da série do episódio 14 ao 52, substituindo Ichigou, cujo ator havia sofrido um acidente. No episódio 53, sai da série para lutar na Europa e América do Sul, aperfeiçoando suas técnicas de luta e ganhando uma nova forma. Teve participações nos episódios 72, 73, 93, 94 e no episódio final (98) para lutar ao lado de Ichigou na derradeira batalha contra Gel Shocker[4][6].

## Vilões[7]

### Shocker
- Grande Líder da Shocker (ショッカー首領, Shokkā Shuryō)
- Coronel Zol/Homem Lobo (ゾル大佐/狼男, Zoru Taisa/Ōkami Otoko, 26-39)
- Doutor Shinigami/Ikadevil (死神博士/イカデビル, Shinigami Hakase/Ikadebiru, 40-68)
- Embaixador do Inferno/Garagaranda (地獄大使/ガラガランダ, Jigoku Taishi/Garagaranda, 53-79)
- Monstros da Shocker (ショッカー怪人, Shokkā Kaijin)
- Soldados da Shocker (ショッカー戦闘員, Shokkā Sentōin)

### Gel-Shocker
- Grande Líder da Gel-Shocker (ゲルショッカー首領, Geru-Shokkā Shuryō)
- General Black/Hirucamaleão (ブラック将軍/ヒルカメレオン, Burakku Shōgun/Hirukamereon, 80-98)
- Shocker Riders (ショッカーライダー, Shokkā Raidā, 91-94)
- Monstros da Gel-Shocker (ゲルショッカー怪人, Geru-Shokkā Kaijin)
- Soldados da Gel-Shocker (ゲルショッカー戦闘員, Geru-Shokkā Sentōin)

## Legado
Kamen Rider deu origem à franquia de tokusatsus Kamen Rider que, apesar das mudanças de heróis, temas, tom e efeitos especiais ao longo dos anos, segue muitas das ideias e conceitos apresentados pela primeira vez na série.